# رنو دوفین

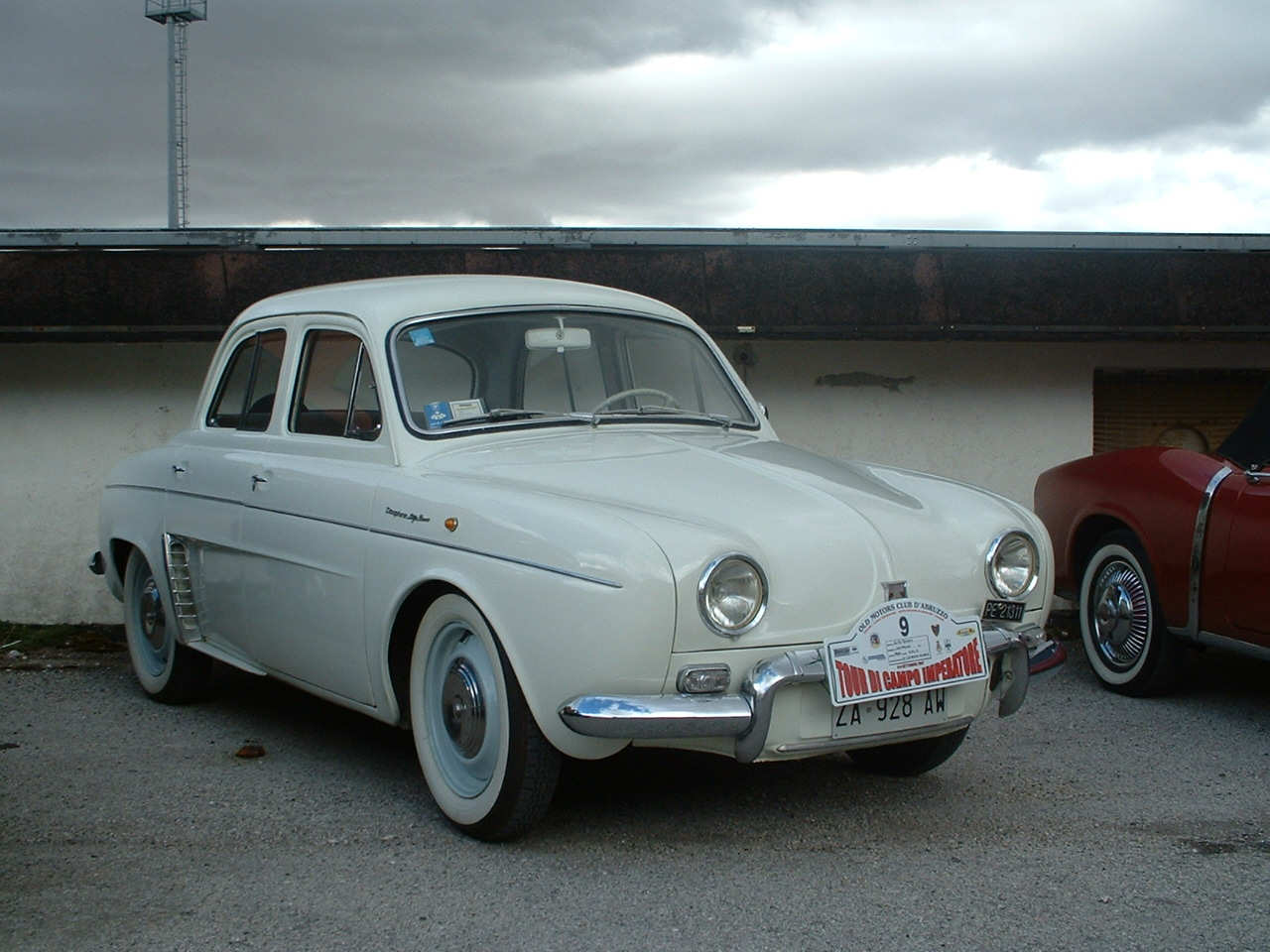

رنو دوفین (Renault Dauphine) خودرویی است که در سال‌های ۱۹۵۶ تا ۱۹۶۷در فرانسه، مکزیک، والادولید، اسپانیا، آرژانتین، هایدلبرگ، استرالیا، ایتالیا، برزیل و اسرائیل تولید شده‌است. طراحی آن خودروهای موتور عقب-محور عقب بوده طول آن در حالت طبیعی ۳٬۹۳۷ میلیمتر (۱۵۵٫۰ اینچ)، عرض آن در حالت طبیعی ۱٬۵۲۴ میلیمتر (۶۰٫۰ اینچ) و ارتفاع آن در حالت طبیعی ۱٬۴۴۱ میلیمتر (۵۶٫۷ اینچ) و وزن آن در حالت طبیعی ۶۵۰ کیلوگرم (۱٬۴۳۳ پوند) است.
موتور آن ۸۴۵ سی‌سی سیستم جعبه‌دندهٔ آن ۴ دنده به دو صورت خودکار و دستی است.